# Ceradenia pilipes
Ceradenia pilipes là một loài dương xỉ trong họ Polypodiaceae. Loài này được Hook. L.E. Bishop mô tả khoa học đầu tiên năm 1988.